# Paranoid!?
Paranoid!? ist das fünfte Studioalbum des deutschen Popsängers Mike Singer, das im November 2020 erschien.

## Entstehung und Veröffentlichung
Die Erstveröffentlichung von Paranoid!? erfolgte am 20. November 2020 bei Warner Music. Das Album erschien in seiner Originalausführung als CD, Download und Streaming mit zwölf Titeln (Katalognummer: 505419707990).

## Titelliste
| Nr. | Titel           | Autor(en)                                                                                        | Länge |
| --- | --------------- | ------------------------------------------------------------------------------------------------ | ----- |
| 1.  | Nie mehr        |                                                                                                  | 2:33  |
| 2.  | High            |                                                                                                  | 2:48  |
| 3.  | Bye             |                                                                                                  | 2:21  |
| 4.  | Panik           |                                                                                                  | 2:29  |
| 5.  | Paranoid        |                                                                                                  | 2:42  |
| 6.  | Hau Ab          |                                                                                                  | 2:32  |
| 7.  | 100Tausend      | Sera Finale, Vincent Stein, Konstantin Scherer, Phillip Bednorz, Christoph Cronauer, Robin Haefs | 2:50  |
| 8.  | La la la        |                                                                                                  | 2:29  |
| 9.  | Blackout        |                                                                                                  | 2:22  |
| 10. | Gänsehaut       |                                                                                                  | 2:17  |
| 11. | Immer schlimmer |                                                                                                  | 2:32  |
| 12. | Outro           |                                                                                                  | 2:40  |

## Rezensionen
Zoe van der Meulen von laut.de schrieb zusammenfassend zu den Titeln des Albums: „[…] "Paranoid!?" hört sich tatsächlich, auch wenn der Sänger diesen Vergleich natürlich total leid ist, nach Justin Bieber an. Vielleicht mit einer Prise Pietro Lombardi.“

## Chartplatzierungen
Paranoid!? avancierte für Mike Singler je zum vierten Chartalbum in Deutschland und Österreich. In Deutschland ist es zugleich sein viertes Top-10-Album.
| ChartsChartplatzierungen | Höchstplatzierung | Wochen |
| ------------------------ | ----------------- | ------ |
| Deutschland (GfK)        | 9 (3 Wo.)         | 3      |
| Österreich (Ö3)          | 42 (1 Wo.)        | 1      |